# Triệu Khắc Chí
Triệu Khắc Chí (tiếng Trung: 赵克志; bính âm: Zhao Kezhi; sinh tháng 12 năm 1953) là một chính khách nước Cộng hòa Nhân dân Trung Hoa. Ông hiện là Ủy viên Quốc vụ.
Triệu Khắc Chí nguyên là Ủy viên Ủy ban Trung ương Đảng Cộng sản Trung Quốc khóa XIX, Phó Bí thư Ủy ban Chính trị Pháp luật Trung ương, Bí thư Đảng ủy, Bộ trưởng Bộ Công an; Bí thư Tỉnh ủy tỉnh Hà Bắc; Bí thư Tỉnh ủy tỉnh Quý Châu và Tỉnh trưởng Chính phủ Nhân dân tỉnh Quý Châu. Mặc dù chưa từng được đào tạo và trải qua công tác công an, nhưng Triệu Khắc Chí vẫn được bổ nhiệm làm Bộ trưởng Bộ Công an bởi có nhiều kinh nghiệm và từng trải qua nhiều cương vị lãnh đạo tại nhiều tỉnh "trọng điểm".

## Tiểu sử

### Thân thế
Triệu Khắc Chí là người Hán sinh tháng 12 năm 1953, người huyện Lai Tây, tỉnh Sơn Đông (nay là thành phố cấp huyện Lai Tây, tỉnh Sơn Đông).

### Giáo dục
Tháng 7 năm 1996 đến tháng 7 năm 1998, Triệu Khắc Chí theo học chuyên ngành chủ nghĩa xã hội khoa học lớp nghiên cứu sinh tại chức ở Trường Đảng Trung ương.

### Sự nghiệp
Tháng 3 năm 1973, Triệu Khắc Chí tham gia công tác làm giáo viên dân lập Trung học Cung Gia Thành, trấn Hạ Cách Trang, huyện Lai Tây, tỉnh Sơn Đông. Tháng 1 năm 1975, ông gia nhập Đảng Cộng sản Trung Quốc. Tháng 3 năm 1975, ông chuyển sang làm Phó Bí thư Đoàn Thanh niên Cộng sản công xã Hạ Cách Trang. Tháng 10 năm 1976, ông được luân chuyển giữ chức Ủy viên Ban Thường vụ Đảng ủy công xã Hạ Cách Trang, Ủy viên Ban Thường vụ Đảng ủy công xã Khương Sơn, Ủy viên Tuyên truyền.
Tháng 1 năm 1980, Triệu Khắc Chí được bổ nhiệm làm Phó Bí thư Huyện đoàn Lai Tây. Tháng 9 năm 1982, ông nhậm chức Bí thư Huyện đoàn Lai Tây. Tháng 3 năm 1983, ông được luân chuyển làm quyền Bí thư Đảng ủy công xã Nam Lam, huyện Lai Tây. Tháng 8 năm 1983, ông được bổ nhiệm giữ chức Bí thư Đảng ủy trấn Thủy Tập, huyện Lai Tây.
Tháng 4 năm 1984, Triệu Khắc Chí được bổ nhiệm làm Phó Bí thư Huyện ủy Lai Tây, huyện trưởng Chính phủ huyện Lai Tây. Tháng 3 năm 1987, ông được luân chuyển làm Phó Bí thư Thị ủy thành phố cấp huyện Tức Mặc, Thị trưởng Chính phủ thành phố cấp huyện Tức Mặc, tỉnh Sơn Đông. Tháng 9 năm 1989, ông được bổ nhiệm giữ chức Bí thư Thị ủy thành phố cấp huyện Tức Mặc.
Tháng 9 năm 1991, Triệu Khắc Chí được bổ nhiệm làm Phó Chủ nhiệm Ủy ban Xây dựng thành thị Nông thôn tỉnh Sơn Đông. Tháng 8 năm 1994, ông nhậm chức Chủ nhiệm Ủy ban Xây dựng thành thị Nông thôn tỉnh Sơn Đông. Tháng 12 năm 1997, ông được luân chuyển làm Bí thư Thành ủy Đức Châu, tỉnh Sơn Đông.
Tháng 1 năm 2001, Triệu Khắc Chí được chỉ định làm thành viên Ban Cán sự Đảng Chính phủ nhân dân tỉnh Sơn Đông. Tháng 2 năm 2001, ông kiêm nhiệm chức vụ Phó Tỉnh trưởng Chính phủ nhân dân tỉnh Sơn Đông. Tháng 1 năm 2006, ông được bổ nhiệm giữ chức Phó Bí thư Ban Cán sự Đảng Chính phủ nhân dân tỉnh Sơn Đông kiêm Phó Tỉnh trưởng Chính phủ Nhân dân tỉnh Sơn Đông.
Tháng 3 năm 2006, Triệu Khắc Chí được luân chuyển làm Ủy viên Ban Thường vụ Tỉnh ủy Giang Tô. Tháng 4 năm 2006, ông kiêm nhiệm chức vụ Phó Bí thư Ban Cán sự Đảng Chính phủ nhân dân tỉnh Giang Tô, Phó Tỉnh trưởng Thường trực Chính phủ nhân dân tỉnh Giang Tô.
Tháng 8 năm 2010, Triệu Khắc Chí được luân chuyển đến tỉnh Quý Châu, một tỉnh nằm ở Tây Nam Trung Quốc làm Phó Bí thư Tỉnh ủy, Bí thư Ban Cán sự Đảng Chính phủ nhân dân tỉnh Quý Châu, quyền Tỉnh trưởng Chính phủ Nhân dân tỉnh Quý Châu. Ngày 28 tháng 9 năm 2010, tại hội nghị lần thứ tư của Đại hội đại biểu nhân dân khóa XI tỉnh Quý Châu, ông chính thức được bầu giữ chức vụ Tỉnh trưởng Chính phủ Nhân dân tỉnh Quý Châu. Tháng 7 năm 2012, trước thềm Đại hội đại biểu toàn quốc lần thứ 18 của Đảng Cộng sản Trung Quốc, Triệu Khắc Chí được bổ nhiệm làm Bí thư Tỉnh ủy Quý Châu, thay thế Lật Chiến Thư, người được điều lên công tác ở trung ương làm Phó Chủ nhiệm Thường trực Văn phòng Trung ương Đảng Cộng sản Trung Quốc.
Ngày 14 tháng 11 năm 2012, tại phiên bế mạc của Đại hội Đảng Cộng sản Trung Quốc lần thứ 18, ông được bầu làm Ủy viên Ủy ban Trung ương Đảng Cộng sản Trung Quốc khóa XVIII. Ngày 18 tháng 12 năm 2012, Triệu Khắc Chí được miễn nhiệm chức vụ Tỉnh trưởng tỉnh Quý Châu, kế nhiệm ông là Trần Mẫn Nhĩ.
Ngày 24 tháng 7 năm 2015, Bí thư Tỉnh ủy Hà Bắc Chu Bản Thuận bị Ủy ban Kiểm tra Kỷ luật Trung ương bắt giữ để điều tra. Chu Bản Thuận bị điều tra với cáo buộc "vi phạm nghiêm trọng kỷ luật và pháp luật" - cụm từ ám chỉ tội tham nhũng đồng thời ông cũng bị Ban Tổ chức Trung ương Đảng Cộng sản Trung Quốc cách chức Bí thư Tỉnh ủy Hà Bắc và Chủ nhiệm Ủy ban Thường vụ Đại hội đại biểu nhân dân tỉnh Hà Bắc.
Ngày 31 tháng 7 năm 2015, Ủy ban Trung ương Đảng Cộng sản Trung Quốc quyết định bổ nhiệm Triệu Khắc Chí làm Tỉnh ủy viên, Ủy viên Ban Thường vụ Tỉnh ủy và Bí thư Tỉnh ủy Hà Bắc. Ngày 12 tháng 1 năm 2016, tại hội nghị lần thứ tư của Đại hội đại biểu nhân dân khóa XII tỉnh Hà Bắc, ông được bầu kiêm nhiệm chức vụ Chủ nhiệm Ủy ban Thường vụ Đại hội đại biểu nhân dân tỉnh Hà Bắc.
Ngày 24 tháng 10 năm 2017, tại Đại hội Đảng Cộng sản Trung Quốc lần thứ XIX, Triệu Khắc Chí tái đắc cử Ủy viên Ủy ban Trung ương Đảng Cộng sản Trung Quốc khóa XIX. Ngày 28 tháng 10 năm 2017, Triệu Khắc Chí được miễn nhiệm chức vụ Tỉnh ủy viên, Ủy viên Ban Thường vụ Tỉnh ủy và Bí thư Tỉnh ủy Hà Bắc, kế nhiệm ông là Thị trưởng Thiên Tân Vương Đông Phong.
Ngày 31 tháng 10 năm 2017, Triệu Khắc Chí được chỉ định làm Ủy viên Ủy ban Chính trị Pháp luật Trung ương. Ngày 1 tháng 11 năm 2017, Bộ Công an Trung Quốc thông báo Triệu Khắc Chí được bổ nhiệm làm Bí thư Đảng ủy Bộ Công an. Ngày 4 tháng 11 năm 2017, tại hội nghị lần thứ 30 của Ủy ban Thường vụ Đại hội Đại biểu Nhân dân Toàn quốc khóa XII nhiệm kỳ 2013 - 2018, Triệu Khắc Chí được bầu vào chức vụ Bộ trưởng Bộ Công an, thay thế Quách Thanh Côn.
Sáng ngày 19 tháng 3 năm 2018, kỳ họp thứ nhất của Đại hội đại biểu Nhân dân toàn quốc (Quốc hội Trung Quốc) khóa XIII nhiệm kỳ 2018 - 2023 tổ chức hội nghị toàn thể lần thứ 7 bầu ông làm Ủy viên Quốc vụ kiêm Bộ trưởng Bộ Công an. Tháng 6 năm 2018, Triệu Khắc Chí được bổ nhiệm làm Phó Bí thư Ủy ban Chính trị Pháp luật Trung ương.